# Принцеса Розаліна
Принцеса Розаліна (ロゼッタ|Rozetta|англ. Rosalina) — персонаж з серії ігор про Маріо.

## Поява та історія
Розаліна з'явилася 2007 року в славнозвісній грі Super Mario Galaxy, і практично відразу зайняла почесне місце у трійці найвідоміших принцес в історії Маріо, наздогнавши своїх колег Піч та Дейзі.
Історія Розаліни починається задовго до появи Маріо в Грибному королівстві. Бувши зовсім маленькою дівчинкою, принцеса виявляє старий космічний корабель, і розумну зірку — луму. Лума просить Розаліну допомогти їй знайти свою маму. Разом вони вирушають на пошуки, зустрічають багато інших лум, і через роки з сумом усвідомлюють, що на обшук всього космосу принцесі просто не вистачить життя. Тоді Розаліна придумує ідею. За допомогою лум, вона створює автономну космічну станцію — обсерваторію, з потужними телескопами, що дозволяють ретельно оглядати сусідні галактики. Оскільки маму луми знайти не вдалося, Розаліна сама пропонує стати її мамою. А також усиновляє всіх самотніх зірочок, що їх вона зустрічає на просторах космосу.
З Маріо Розаліну зіштовхує чергове втручання Боузера, який, як і колись, викрадає Піч, і ховає її десь у центрі галактики. Вирушивши в погоню, Маріо потрапляє на станцію Розаліни. Вони швидко подружилися. Розаліна з радістю всіляко допомагає героєві-водопровідникові в пошуках викраденої подруги, просячи його на знак подяки відшукувати тих що заблукали, або викрадених лум. Повернуті луми посилюють потужність станції, розширюючи діапазон її впливу, завдяки чому, Маріо може проникати все далі в глибини космосу.

## Зовнішність і особливості
Розаліна має своєрідну зовнішність, відмінну від стилів інших принцес. У неї бірюзові очі й довге сріблясто-біле волосся. Праве око приховане локоном. На голові платинова корона з дорогоцінними каменями. Одяг та взуття кольору морської хвилі. Довга широка сукня з відкритими плечима. Рожевий манікюр. Сережки у вигляді чотирипромінних зірок. У руці завжди затиснута чарівна паличка, як у феї.
У Mario Kart Wii, при виборі мотоцикла, Розаліна одягається в мотокостюм, який нічим, крім кольору, не відрізняється від костюмів Піч і Дейзі. Це поки що єдина гра, в якій Розаліна виступає як іграбельний персонаж. Спочатку вона прихована, і стає доступною лише при першому збереженні Super Mario Galaxy. При цьому, можна бачити, що вірна лума не залишає її навіть під час гонок.
Судячи з високого зросту і дорослого голосу, Розалін набагато старша за інших принцес, хоча й виглядає зовсім юною.
Відсутність звичних продуктів харчування в космосі змусила Розаліну перейти на раціон лум. Вона харчується зоряними кристаликами, які надають їй магічних сил. Розаліна вміє керувати енергією, левітувати, і використовувати космічну магію. Вона чудово орієнтується в космосі і є прекрасним астрономом.

## Характер
Розаліна дуже добра та чуйна дівчина. Але її відрізняє неземна своєрідність та незбагненність. Вона живе у своєму власному світі, і, незважаючи на привітність, покрита ореолом загадковості. Вона явно не від світу цього. Це безумовно цікавий та перспективний персонаж, потенціал якого практично не розкрито. Цілком ймовірно, що в майбутньому Розалін відкриє гравцям та шанувальникам серії чимало своїх таємниць.

## Цікаві факти
- Розаліна дуже могутня. Але лише в межах своєї станції. Можливо, це не дозволило космофлоту Боузера її захопити.

- На відміну від своїх колег, Розаліна — самотня. У неї, поки що, немає пари. З Маріо вона підтримує теплі дружні стосунки.

- У різних країнах Розаліну кличуть по-різному:

- - Розаліна — США, Англія, Німеччина.
  - Розалінда — Італія
  - Розетта — Японія
  - Естела — Іспанія
  - Гармонія — Франція

## Участь в іграх
- Super Mario Galaxy (Wii 2007 р.)
- Mario Kart Wii (Wii 2008 р.)
- Super Mario Galaxy 2 (Wii 2010 р.)